# Julia de vi privata
La lex Julia de vi privata va ser una antiga llei romana establerta per August contra aquells que per la força, amb armes o sense, maltractessin un altre per raons particulars sense intenció de causar disturbis. També prohibia consolidar la possessió de béns adquirits per la força. Aquesta llei va tenir nombroses modificacions, on s'especificaven els delictes i s'augmentaven les penes. El càstig final era la pèrdua d'un terç dels béns propis. Aquesta llei s'acostumava a citar juntament amb la llei Julia de vi publica.